# Jean-Hervé Lorenzi
Pour les articles homonymes, voir Lorenzi.
Jean-Hervé Lorenzi, né le 24 juillet 1947 à Toulon, est un économiste et un dirigeant d'entreprises français.
Il a occupé des fonctions : directeur général de la SARI, du CEA-Industrie, de Gras-Savoye, membre du directoire d’Edmond de Rothschild.
Jean-Hervé Lorenzi a été professeur d’économie à l’université Paris 13 et Paris-Dauphine et conseiller économique de la Première ministre Édith Cresson. Il est titulaire de la chaire de recherche « Transitions Démographiques, Transitions économiques ».
Chevalier de l'ordre national du Mérite et officier de la Légion d'honneur, Jean-Hervé Lorenzi a fondé le Cercle des économistes ; il préside les Rencontres économiques d'Aix-en-Provence.

## Biographie

### Études
Docteur en Sciences économiques en 1974, Jean-Hervé Lorenzi est reçu 1er à l'Agrégation des facultés de droit et sciences économiques l'année suivante. Il reçoit en 1975 le Prix de la meilleure thèse de l'Association française de science économique.

### Parcours professionnel
En 1975, Jean-Hervé Lorenzi commence sa carrière comme professeur d'économie à l'université Paris 13 et à l'École normale supérieure. Il est conseiller du président d'Havas de 1979 à 1981. Directeur adjoint de la DIELI (direction des industries électroniques et informatiques) au ministère de l’Industrie de 1982 à 1984 et conseiller auprès de ministre de l'Industrie, il devient conseiller auprès du directeur général des télécommunications de 1984 à 1985. De mai 1985 à 1986, il dirige le CICOM prévu dans l'arche de la Défense. De 1986 à 1991, Jean-Hervé Lorenzi est directeur général de la SARI, chargé de la reconstruction du Cnit. En 1991, il est nommé conseiller économique de la Première ministre Édith Cresson. De 1992 à 1994, il est le directeur général du CEA Industrie. De 1995 à 1999, il est directeur général délégué de Gras Savoye, puis a été membre du directoire de la Compagnie financière Edmond de Rothschild.
Jean-Hervé Lorenzi est professeur à l'université Paris-Dauphine de 1992 à 2012 (master 218 assurance et gestion du risque) et membre du Conseil d’analyse économique de 1997 à 2012.
Il a été vice-président de UBS Holding France, l’entité regroupant les activités de gestion de fortune, de banque d’investissement et de gestion d’actifs, chargé de la stratégie et du développement, de 2017 à 2021.

### Activités actuelles
Jean-Hervé Lorenzi est le fondateur du Cercle des économistes et préside les Rencontres Économiques d'Aix-en-Provence. Jean-Hervé Lorenzi est également titulaire de la chaire de recherche sur la  transitions démographiques et la transitions économiques,.

### Politique
Laurent Mauduit révèle que durant la campagne présidentielle française de 2007, Jean-Hervé Lorenzi était engagé tant auprès de Nicolas Sarkozy (instance secrète nommée : "collège des dix"), que de Ségolène Royal (soutien public).
Dans un texte publié par Le Monde daté du mardi 17 avril 2012 il appelle à voter, avec quarante-deux autres économistes, pour François Hollande à l'élection présidentielle française de 2012 en raison de « la pertinence des options [proposées], en particulier pour ce qui concerne la reprise de la croissance et de l'emploi ». Il compte pendant la campagne parmi les conseillers de François Hollande.

## Distinctions
Chevalier de l’Ordre national du Mérite
 Officier de la Légion d’honneur

## Ouvrages
- Jean-Hervé Lorenzi et Alain Villemeur, La Grande Rupture : Réconcilier Keynes et Schumpeter, Paris/53-Mayenne, Éditions Odile Jacob, 2021, 208 p. (ISBN 978-2-7381-5648-8)
- La Question intergénérationnelle, avec Alain Villemeur et François-Xavier Albouy, Cent Mille Milliards, 2021
- L'erreur de Faust: Essai sur la société du vieillissement, avec François-Xavier Albouy et Alain Villemeur, Descartes & Cie, 2019.
- Jean-Hervé Lorenzi, Pierre Dockès et Mickael Berrebi, La Nouvelle Résistance : Face à la violence technologique, Paris/27-Mesnil-sur-l'Estrée, Eyrolles, 2019, 164 p. (ISBN 978-2-2125-7240-7, lire en ligne)
- Jean-Hervé Lorenzi et Mickael Berrebi, L’avenir de notre liberté. Faut-il démanteler Google... et quelques autres ?, Paris, Eyrolles, 2017, 256 p. (ISBN 978-2-2125-6762-5, lire en ligne)
- France, le désarroi d'une jeunesse, avec Hélène Xuan et Alain Villemeur, Eyrolles, 2016
- Choc démographique, rebond économique (sous la direction de J.-H. Lorenzi), Descartes & Cie, 2016
- Un monde de violences. L'économie mondiale 2015-2030, Eyrolles, 2014
- Rajeunissement et vieillissement de la France, avec Jacques Pelletan et Alain Villemeur, Descartes & Cie, 2012
- Droite contre gauche ?, avec Olivier Pastré, Fayard, 2012
- Le fabuleux destin d'une puissance intermédiaire, Grasset, 2011
- Le choc des populations : guerre ou paix, avec Pierre Dockès, Fayard, 2010
- L'innovation au cœur de la nouvelle croissance, avec Alain Villemeur, Économica, 2009
- Fin de monde ou sortie de crise, ouvrage collectif, Perrin, 2009
- La guerre des capitalismes aura lieu, ouvrage collectif, Perrin, 2008
- 5 + 5 = 32. Feuille de route pour une Union méditerranéenne, ouvrage collectif, Perrin, 2007
- Un monde de ressources rares, ouvrage collectif, Perrin, 2007
- Politique économique de droite, politique économique de gauche, ouvrage collectif, Perrin, 2006
- Désindustrialisation, délocalisations, avec Lionel Fontagné, rapport au Conseil d'Analyse Économique (CAE), Documentation française, 2005
- Retraite : la lutte des âges, Éditions Robert Laffont, 2004
- L’Université maltraitée, avec Jean-Jacques Payan, Plon, 2003
- Enjeux économiques de l’UMTS, avec Michel Didier, rapport au Conseil d’analyse économique, Documentation française, 2000
- Encyclopédie de l’assurance, avec François Ewald, Économica, 1998
- Le choc du progrès technique, avec Jean Bourles, Économica, 1995
- La crise du XXe siècle, ouvrage collectif, Économica, 1980